# OK Mladi Radnik Požarevac
 (signalé en mai 2025).
Si vous disposez d'ouvrages ou d'articles de référence ou si vous connaissez des sites web de qualité traitant du thème abordé ici, merci de compléter l'article en donnant les références utiles à sa vérifiabilité et en les liant à la section « Notes et références ».
- Archive Wikiwix
- Bing
- Cairn
- DuckDuckGo
- E. Universalis
- Gallica
- Google
- G. Books
- G. News
- G. Scholar
- Persée
- Qwant
- (zh) Baidu
- (ru) Yandex
- (wd) trouver des œuvres sur Wikidata

Le OK Mladi Radnik Požarevac est un club serbe de volley-ball basé à Požarevac.

## Palmarès
Néant.

## Effectif de la saison en cours
Entraîneur : Slobodan Galešev  Serbie-et-Monténégro ; entraîneur-adjoint : Aleksandar Simić  Serbie-et-Monténégro
| Numéro | Nom                  | Taille | Nationalité          |
| 1      | Dušan PAJIĆ          | 1,90   | Serbie-et-Monténégro |
| 2      | Stanislav SIMIN      | 2,06   | Serbie-et-Monténégro |
| 3      | Nemanja PETRIĆ       | 2,01   | Serbie-et-Monténégro |
| 4      | Emir VATIĆ           | 1,98   | Serbie-et-Monténégro |
| 5      | Danilo PAPOVIĆ       | 1,92   | Serbie-et-Monténégro |
| 6      | Strahinja KUBUROVIĆ  | 1,95   | Serbie-et-Monténégro |
| 7      | Konstantin ČUPOKOVIĆ | 2,02   | Serbie-et-Monténégro |
| 8      | Marko GALEŠEV        | 1,98   | Serbie-et-Monténégro |
| 9      | Srđan JOVANOVIĆ      | 1,97   | Serbie-et-Monténégro |
| 10     | Srđan RISTIĆ         | 1,98   | Serbie-et-Monténégro |
| 11     | Nemanja KUBUROVIĆ    | 1,92   | Serbie-et-Monténégro |
| 12     | Srđan VRAČARIĆ       | 2,02   | Serbie-et-Monténégro |
| 13     | Mihaljo PAJIĆ        | 1,91   | Serbie-et-Monténégro |
| 14     | Nikola PETKOVIĆ      | 1,89   | Serbie-et-Monténégro |
| 15     | Ivan ILIĆ            | 1,89   | Serbie-et-Monténégro |